# 美国退休者协会

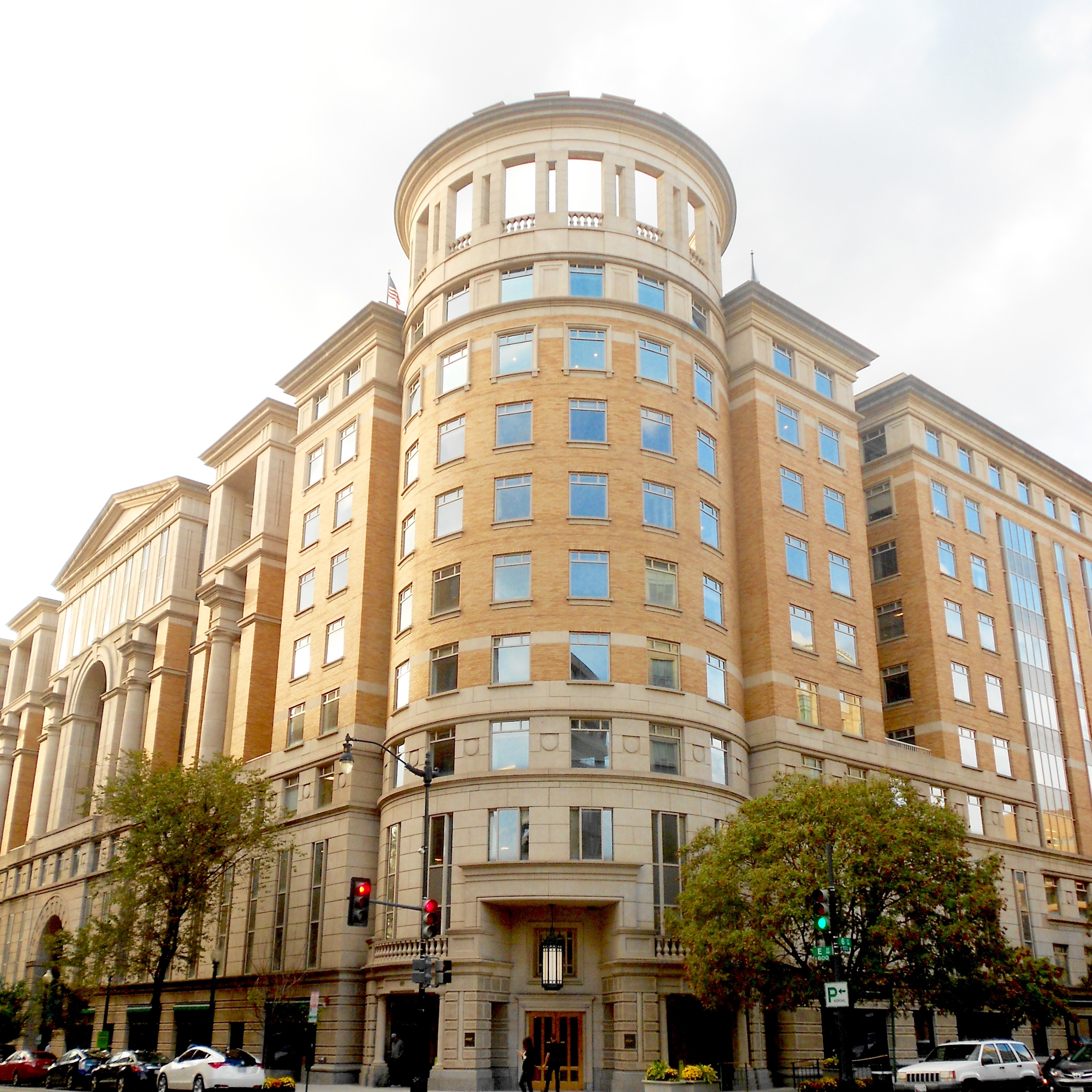
退休者协会总部

美国退休者协会（英語：American Association of Retired Persons，AARP）是美国关注年龄在50岁以上人士的利益团体，建立于1958年，总部位于美国首都华盛顿，其引发的刊物《美國退休人協會雜誌》是美国发行量最大的刊物之一，在美国拥有巨大的政治影响力，2018年有成员3800万人。